# Allemagne au Concours Eurovision de la chanson 1966
L'Allemagne a participé au Concours Eurovision de la chanson 1966 le 5 mars à Luxembourg. C'est la 11e participation allemande au Concours Eurovision de la chanson.
Le pays est représenté par la chanteuse Margot Eskens et la chanson Die Zeiger der Uhr, sélectionnées en interne par Hessischer Rundfunk (HR).

## Sélection interne
Le radiodiffuseur allemand Hessischer Rundfunk (HR, « Radiodiffusion de la Hesse »), choisit l'artiste et la chanson en interne pour représenter Allemagne au Concours Eurovision de la chanson 1966.
| Artiste       | Chanson            | Traduction         |
| ------------- | ------------------ | ------------------ |
| Margot Eskens | Die Zeiger der Uhr | Les mains du temps |

Lors de cette sélection, c'est la chanson Die Zeiger der Uhr interprétée par Margot Eskens qui fut choisie. Le chef d'orchestre sélectionné pour l'Allemagne à l'Eurovision est Willy Berking.

## À l'Eurovision
Chaque jury national attribue un, trois ou cinq points à ses trois chansons préférées.

### Points attribués par l'Allemagne
| 5 points | Belgique    |
| 3 points | Yougoslavie |
| 1 point  | Norvège     |

### Points attribués à l'Allemagne
| 5 points | 3 points | 1 point             |
| -------- | -------- | ------------------- |
| - Suisse |          | - Belgique - Italie |

Margot Eskens interprète Die Zeiger der Uhr en première position lors de la soirée du concours, précédant le Danemark.
Au terme du vote final, l'Allemagne termine 10e — à égalité avec la Finlande et le Luxembourg — sur les 18 pays participants, ayant reçu 7 points,.